# Gerd Achgelis
Gerd Achgelis (16 juliol 1908 – 18 Maig 1991) va ser un aviador alemany, pilot de proves i pioner en el desenvolupament d’helicòpters.

## Biografia
Achgelis va néixer a Golzwarden, Gran Ducat d'Oldenburg, i després d’un aprenentatge com a electricista i una formació en vol a AEG, Achgelis va completar-ho a l'Escola d'Aviació de Böblingen fins a la llicència d'acrobàcia aèria. El 1928 va començar a treballar com a pilot acrobàtic. El 1930 va volar invertit durant una hora sobre Londres i el 1931 va ser campió alemany d’acrobàcia aèria. Volant un Focke-Wulf Fw 44 Stieglitz, Achgelis es va classificar tercer al Campionat Mundial d'Aerobàtica de París de 1934 i va ser cinquè a l'esdeveniment de 1936 a Berlín.
Des de l'abril de 1932, també va treballar com a instructor de vol al Technikum Weimar i el 1933 es va convertir en pilot de proves principal de la companyia Focke-Wulf a Bremen. El 26 de juny de 1936 va volar el Focke-Wulf Fw 61, considerat el primer helicòpter pràctic, en el seu primer vol. El 27 d'abril de 1937, juntament amb Henrich Focke, va fundar l'empresa Focke-Achgelis per desenvolupar i fabricar helicòpters a Hoykenkamp.
El 1933 Hermann Göring va proposar que Achgelis ocupés un lloc com a instructor a la Deutsche Verkehrsfliegerschule ("Escola Alemanya de Transport Aeri"), per establir i formar un equip acrobàtic. Achgelis va rebutjar l'oferta i també va rebutjar la sol·licitud de Göring de prendre el càrrec de Generalluftzeugmeister ("Director General d'Equips de la Luftwaffe") després de la mort d'Ernst Udet el novembre de 1941. Va treballar com a pilot de proves en una fàbrica d'avions de Graudenz fins al final de la Segona Guerra Mundial.
Després de la guerra, Achgelis es va retirar a la seva granja familiar i, a partir del 1952, tenia interessos comercials a Hude. No obstant això, va romandre connectat amb món del vol. El 1961 fou un dels fundadors de l'aeròdrom Flugplatz Oldenburg-Hatten a Hatten i, el 1975, rebé la legió d'honor de França pels seus èxits en aviació. També va fer donació del trofeu Kavalier der Lüfte, que es lliura anualment cada novembre.
Achgelis va morir a casa seva a Hude el 1991.